# Sociedad pastoril

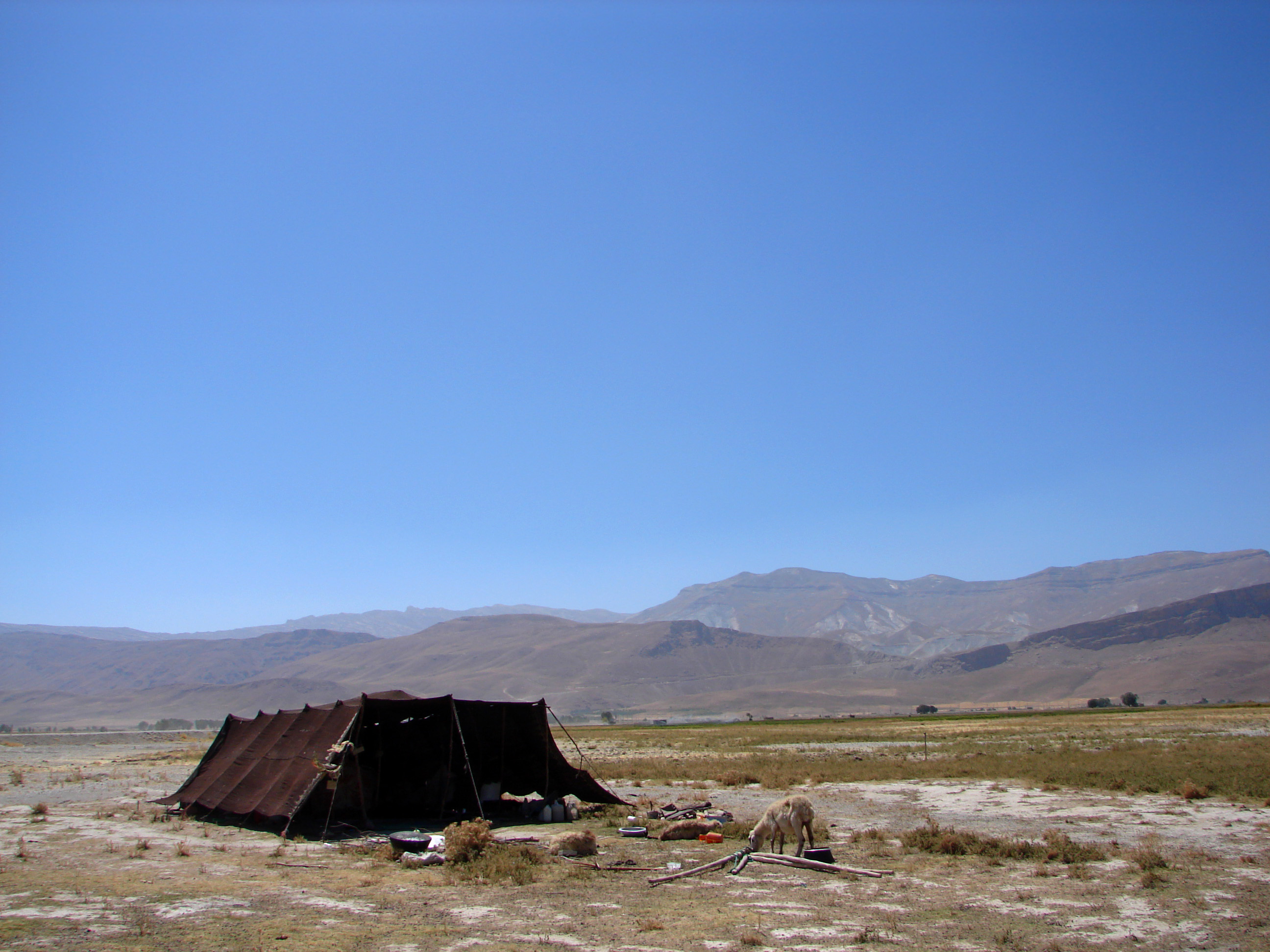
Catt del pueblo bakhtiari en la provincia Chaharmahal y Bakhtiari, Irán.

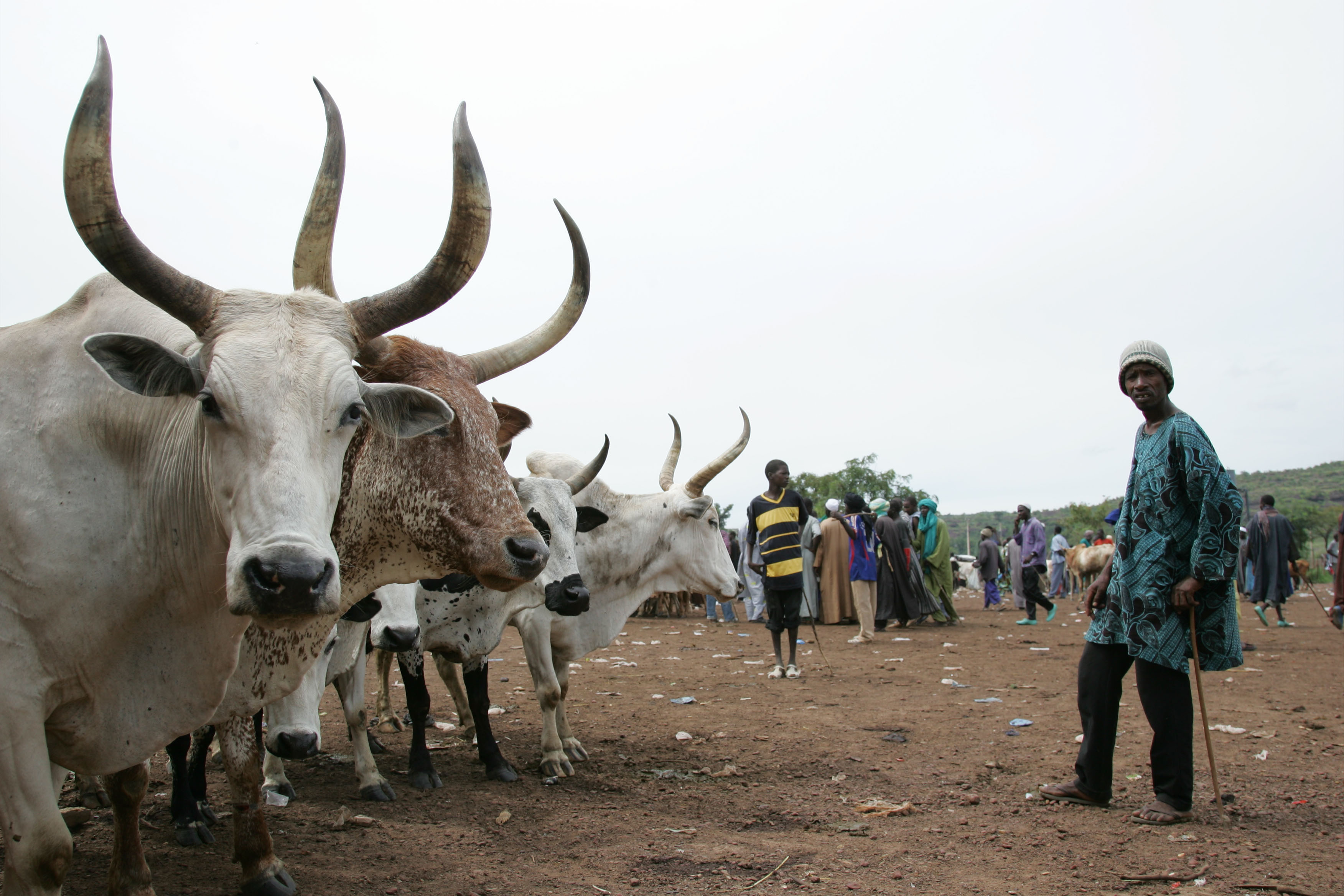
Mercado de ganado en Mali.

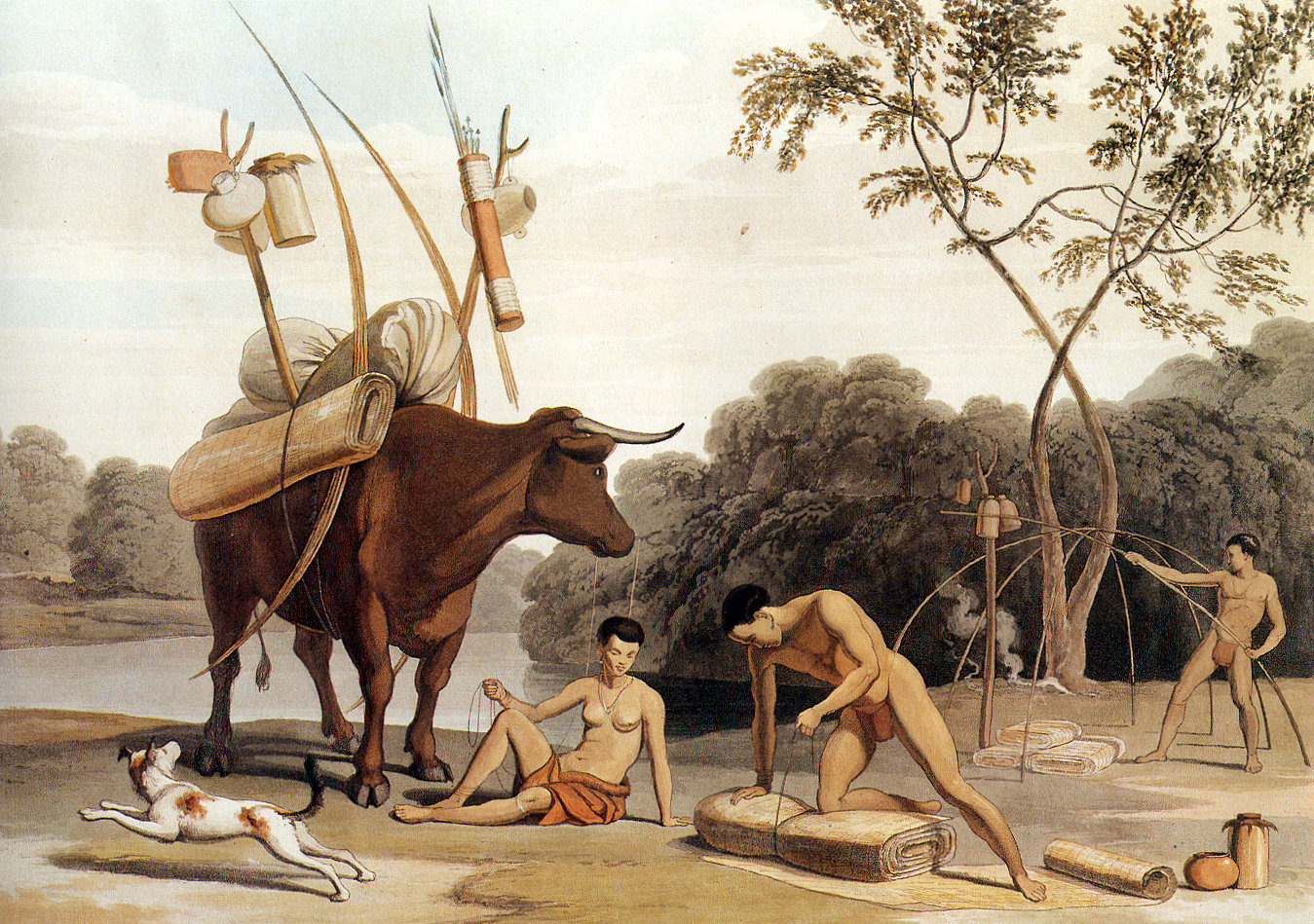
Khoikhoi desmantenando sus tiendas, preparándose para el desplazamiento hacia nuevos pastos. Aguatinta de Samuel Daniell (1805). Esta sociedad pastoril practicó esta actividad durante miles de años en África del Sur.

Sociedad pastoril es la sociedad que tiene como actividad económica principal el pastoreo; un grupo social de ganaderos cuya vida cotidiana se centra en el cuidado de sus manadas o rebaños, típicamente los nómadas.

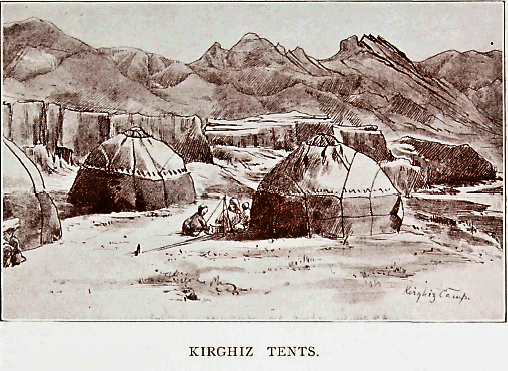
Tiendas kirguises en un dibujo de E. G. Kemp (Wanderings in Chinese Turkestan, 1914).

## Organización social
No hay una forma de organización social única vinculada al pastorialismo; aunque muy frecuentemente se organizan en tribus, con un concepto de familia extensa como forma básica de organización del trabajo y los gastos, mientras que el linaje suele ser la base de los derechos de propiedad. La movilidad permite a los grupos pastoriles agruparse y reagruparse según los recursos lo permitan, lo que implica cambios en las relaciones sociales.

## Sociedades pastoriles interfronterizas
La existencia de fronteras internacionales no implica que las sociedades pastoriles nómadas limiten sus desplazamientos a un lado de ellas; siendo muy frecuente que las crucen siguiendo sus desplazamientos tradicionales en busca de pastos o comercio. Esta actividad transfronteriza suele llevar a tensiones con los Estados-nación modernos, que pretenden someterlos a su autoridad y regulaciones. Por ejemplo, en África Oriental cerca del 95% del comercio transfronterizo sigue canales no oficiales. El comercio no oficial de ganado vivo (vacas, camellos y cabras) proveniente de Etiopía y que se vende en Somalia, Kenia y Yibuti genera un total estimado de 250 a 300 millones de dólares anuales (cien veces más que la cifra oficial). Este comercio irregular mantiene bajos los precios de los alimentos, permitiendo una cierta seguridad en el suministro, alivia las tensiones fronterizas y promueve la integración regional. Por otro lado, también significa riesgos, como la extensión de enfermedades y la pérdida de ingresos fiscales. Hay ciertas iniciativas que pretenden promover el tráfico transfronterizo y documentarlo para evitar tales riesgos (como puede ser la vacunación del ganado). (Regional Resilience Enhancement Against Drought -RREAD-, Enhanced Livelihoods in Mandera Triangle/Enhanced Livelihoods in Southern Ethiopia -ELMT/ELSE-, Regional Enhanced Livelihoods in Pastoral Areas -RELPA-, Regional Livelihoods Advocacy Project -REGLAP-, de la European Commission Humanitarian Aid Office -ECHAO-).

## Casos

### Tradicionales
Norte y noreste de África
- Afar (Cuerno de África)
- Beduinos (desde África Occidental hasta Arabia)
- Beja (África Septentrional y Cuerno de África)
- Bereberes (África Septentrional)
- Oromo (Cuerno de África)
- Rendille  (Cuerno de África)
- Saho  (Cuerno de África)
- Somalíes (Cuerno de África)
- Tigre (Cuerno de África)
- Tuareg (Norte y Centro del Sahara)

Sahel
- Fulani
- Toubou (Níger y Chad)

África subsahariana
- Karimojong (Uganda)
- Maasai (África Oriental)
- Pokot  (África Oriental)
- Samburu  (África Oriental)
- Turkana  (África Oriental)
- Zulu people (África Meridional)

Próximo Oriente
- Kuchis (Afghanistán)
- Yörük (Turquía)

Asia Meridional
- Ahir (Norte de la India)
- Bakarwal (Jammu y Kashmir)
- Bharwad (Golfo de Bengala)
- Bhutia (Norte de la India y Nepal)
- Bodla (Punjab)
- Charan (Guyarat y Rajastán)
- Chishti (Punjab)
- Dhangar (Maharashtra)
- Gaddi (Himachal Pradesh); y Gaddi musulmanes
- Maldhari (Guyarat)
- Gaderia
- Ghosi
- Gujjar (Norte de la India, Afganistán y Pakistán)
- Kuruba (Sur de la India)
- Kurma (Sur de la India)
- Rabari (Guyarat, Rajasthan y Punjab)
- Ranghar (Norte e India y Pakistán)
- Sherpa (Nepal)
- Wattu (Punjab)
- Raika (Rajasthan)

Asia Central
- Tuvans of Mongolia

Europa Meridional
- Aromunes (Balcanes)
- Sarakatsani (Grecia)

Europa Septentrional
- Komi (norte de Rusia)
- Protoindoeuropeos (estepa póntica)
- Sami (Escandinavia)

Norteamérica
- Navajos

Sudamérica
- Quechuas[cita requerida]
- Aimaras

### Modernos
Una de las consecuencias del colapso de la Unión Soviética y la independencia de las repúblicas centroasiáticas fue el resurgimiento del nomadismo pastoril. Un ejemplo es el pueblo kirguís, nómada previamente a la colonización rusa de los siglos XIX y XX, que los obligó a asentarse en poblados agrícolas. La población se urbanizó crecientemente desde la Segunda Guerra Mundial, pero algunas comunidades continuaron cuidando de rebaños de caballos y vacas en los altos pastos (jailoo) cada verano. Desde los años noventa del siglo XX, con el colapso económico del sistema soviético, muchos desempleados recurrieron a los lazos familiares, pasando a trabajar de nuevo como pastores nómadas. Los símbolos del nomadismo, específicamente la yurta, aparece en la bandera nacional de Kirguistán.

## Alemania, estado pastoril
El Plan Morgenthau proponía convertir a Alemania en un «estado pastoril» para evitar que su previsible recuperación económica volviera a convertir a este país en un rival de los vencedores de la Segunda Guerra Mundial.